# Barry Allen
Pour les articles homonymes, voir Allen.
Bartholomew Henry « Barry » Allen, alias le Flash est un super-héros fictif apparaissant dans les séries de comic books américaines publiées par DC Comics. Le personnage apparaît pour la première fois dans Showcase n°4 (octobre 1956), créé par l’écrivain Robert Kanigher et l’artiste Carmine Infantino. Barry Allen est une réinvention d’un précédent personnage appelé le Flash.
En tant que speedster, son pouvoir consiste principalement à se déplacer à une vitesse surhumaine. Ce pouvoir a d’autres effets comme son aptitude à contrôler les vibrations moléculaires, lui donnant ainsi la capacité de vibrer à grande vitesse pour traverser des objets solides. Le Flash porte un costume rouge et or très reconnaissable, traité pour résister aux frottements et au vent, qu’il conserve habituellement compressé dans un anneau.
Les histoires classiques de Barry Allen ont introduit le concept du Multivers chez DC Comics, concept ayant joué un grand rôle dans les diverses relances (reboots) de la continuité de DC au fil des années. Le Flash a toujours joué un rôle important dans ses récits remettant en cause l’univers de l'éditeur DC. Comme dans le crossover Crisis on Infinite Earths, où dans le n°8 (novembre 1985), Barry Allen meurt en sauvant le Multivers, disparaissant des comics de DC pendant plus de 20 ans. Il réapparaîtra finalement dans Flash : Renaissance (The Flash: Rebirth, juin 2009), une série en 6 numéros. Il a depuis joué un rôle clé dans des séries comme Blackest Night (2009), Flashpoint (2011), Convergence (2015) et DC Rebirth (2016).
Barry Allen a été présenté dans plusieurs médias, apparaissant d'abord sous forme animée dans la série The Superman/Aquaman Hour of Adventure de 1967 puis dans le programme qui prendra le relais Super Friends en 1973. Depuis lors, il est apparu dans plusieurs films d’animation du DC Universe Animated Original Movies. L’acteur John Wesley Shipp a joué le personnage dans la série télévisée en prise de vues réelles des années 1990 The Flash, puis dans le Arrowverse. Allen est joué par Grant Gustin dans l’Arrowverse, principalement dans la série The Flash de 2014, tandis qu’Ezra Miller joue le personnage dans Crisis on Infinite Earths et les films du DC Extended Universe : Batman v Superman: Dawn of Justice, Suicide Squad (caméo), Justice League et le director's cut, Zack Snyder's Justice League. Il reprend le rôle dans le film de 2022, The Flash.
Le site IGN a classé Barry Allen à la 49e place de la « liste des plus grands héros de tous les temps » indiquant que malgré ses 20 ans d’absence, l’héritage de Barry en tant que le plus grand des Flash a survécu. En 2013, Barry Allen est classé 8e des « 25 Meilleurs Héros de DC Comics » par IGN.

## Biographie fictive
Barry Allen est un chimiste légiste réputé pour être très lent et souvent en retard, ce qui frustre sa fiancée, Iris West. Une nuit, alors qu’il travaille tard sur une nouvelle affaire, la foudre créée par l’accélérateur de particules le  frappe et l’assomme. Comme conséquence, Allen découvre plus tard qu’il peut courir à une vitesse surhumaine et possède également des réflexes, des sens et une capacité à guérir renforcés. Il enfile plus tard un costume rouge, portant un éclair sur la poitrine, se surnomme le Flash (d’après le héros du comic book de son enfance, Jay Garrick), et devient le protecteur de la ville de Central City.
Le professeur de l’Université de Central City, Ira West (père adoptif d’Iris) a conçu le costume d’Allen et l’anneau qui le stocke quand celui-ci est sous son identité civile. L’anneau peut éjecter le vêtement compressé quand Allen en a besoin et l’aspire à l’aide d’un gaz spécial qui rétrécit le costume. En plus, Allen a inventé le tapis cosmique, un objet qui lui permet de voyager dans le temps de manière plus précise et qui a été utilisé dans de nombreuses histoires. Allen a été chaleureusement accueilli par ses collègues super-héros, à tel point que presque tous les speedsters qui lui succèdent sont souvent comparés à lui. Batman a dit une fois : « Barry est le genre d'homme que j'aurais espéré devenir si mes parents n'avaient pas été assassinés. »

### Justice League
Barry Allen est un membre fondateur de la Ligue de justice d'Amérique (Justice League). Comme présenté dans Justice League of America n°9, quand la Terre est infiltrée par des guerriers aliens envoyés conquérir la planète, plusieurs des plus grands héros du monde s’allient. Allen est parmi eux. Alors que les super-héros battent individuellement la plupart des envahisseurs, ils deviennent la proie d'un seul extraterrestre et ce n'est qu'en travaillant ensemble qu'ils peuvent vaincre le guerrier. Par la suite, les héros décident de créer la Justice League.
Au fil des ans, il est indiqué qu'il est attiré par Black Canary et Zatanna, mais il n’a jamais tenté d’aller plus loin dans ces relations car il sentait que son véritable amour était Iris West. Il finira par l’épouser. Allen devient aussi un ami proche du Green Lantern Hal Jordan, amitié qui sera le sujet de la série Flash and Green Lantern: The Brave and the Bold (1999). 
Dans The Flash n°123, intitulé « Flash de deux mondes (Flash of Two Worlds, 1961) », Allen est transporté sur Terre-Deux où il rencontre Jay Garrick, le premier Flash de la Continuité DC et dont les aventures sont contées sous forme de comic book sur Terre-Un. Ce scénario a introduit le concept du Multivers de DC et s'est poursuivi dans des numéros de Flash et des alliances entre la Ligue de justice d'Amérique de Terre-Un et la Société de justice d'Amérique de Terre-Deux. Dans l’histoire de Flash n°179 (1968), intitulée « The Flash – Fact or Fiction? », Allen se retrouve dans un univers appelé Terre Prime, une représentation de « notre » univers, où il cherche l’aide de l’éditeur du comic book Flash, Julius Schwartz pour construire le tapis cosmique pour pouvoir retourner chez lui. Il gagne aussi un partenaire et protégé dans le neveu d’Iris, Wally West, qui obtient la super-vitesse dans un accident similaire à celui qui donna ses pouvoirs à Allen.

### Tragédie
Avec le temps, il finit par épouser sa petite amie Iris West qui découvre sa double identité parce qu'Allen parle dans son sommeil. Elle garde ce secret, et il finira par lui révéler son identité de lui même. De son côté, Iris lui révélera finalement avoir été envoyée du 30e siècle alors qu’elle était enfant et adoptée.
Dans les années 1980, la vie du Flash commence à s’effondrer. Iris est assassinée par le Professeur Zoom, un super-vilain du 25e siècle qui l’aimait et était jaloux d’Allen. Quand Allen se prépare à épouser une autre femme, Zoom tente le même coup. Mais Allen le stoppe, tuant Zoom dans l’action en lui brisant le cou. Malheureusement, lorsque Barry est incapable de faire une apparition à son propre mariage, sa fiancée finit par sombrer dans la folie.
Jugé pour le meurtre de Zoom, Allen est reconnu coupable par le jury. Quand un juré, Nathan Newbury, qui est possédé par un esprit du futur, lui dit que le Reverse-Flash (dont Allen sait qu'il est mort) a lavé le cerveau du jury pour influer le verdict, Flash fuit son procès. Il est alors attaqué par le Reverse-Flash et se rend compte que les réponses à ce mystère, et la restauration de sa réputation, se trouvent dans le futur. Newbury utilise alors un appareil temporel pour les envoyer en avant. Ils découvrent qu’Abra Kadabra (en) était déguisé en Reverse-Flash pour ruiner la réputation de Flash. En battant Kadabra, il se retire dans le futur pour retrouver Iris, ayant appris que son esprit avait en fait été attiré au XXXe siècle et qu'on lui avait donné un nouveau corps (c’était l'esprit habitant Newbury). Le dernier numéro de The Flash finit avec Flash et Iris s'embrassant passionnément et la phrase « Et ils ont vécu heureux pour toujours... pendant un certain temps ». Il y a quelques références dans le dernier numéro (The Flash n°350) aux événements à venir et à la mort imminente de Flash.

### Crisis on Infinite Earths
Après avoir rejoint Iris au 30e siècle et après seulement quelques semaines de bonheur, Crisis on Infinite Earths survient. Allen est capturé par l’Anti-Monitor (en) et amené en 1985. Selon l'Anti-Monitor, le Flash est le seul être capable de voyager à volonté vers d'autres univers, il ne pouvait donc pas lui permettre de rester libre. Allen s’échappe et déjoue le plan de l’Anti-Monitor de détruire la Terre avec un canon à anti-matière, créant un vortex de vitesse pour attirer l'énergie, mais il meurt dans le processus. Il a été dit qu'Allen voyage dans le temps et devient le même éclair qui lui donne ses pouvoirs, mais plus tard, il est également fortement sous-entendu que l'âme de Barry réside dans la Force Véloce (en anglais Speed Force), la source mystique et le Valhalla ouvert à tous les speedsters morts, et d'où ceux vivants tirent leurs étonnants pouvoirs. Après la mort d’Allen, Wally West, alias Kid Flash, son neveu et partenaire, reprend le manteau de Flash.

#### Après la mort
Marv Wolfman, scénariste de Crisis on Infinite Earths, a déclaré à maintes reprises (première allusion faite dans son introduction pour la première édition reliée à couverture rigide de Crisis), puis a expliqué en détail sur son site web qu'il avait laissé une faille dans le script grâce à laquelle le Flash (Barry Allen) pourrait être réintroduit, sans un retcon, dans la continuité de l’Univers DC. Cette faille devait permettre à un scénariste de sortir Barry de sa course désespérée pour annihiler le canon d'anti-matière. Cependant, Barry saurait qu'il doit un jour terminer sa course vers la mort et deviendrait plus déterminé à utiliser sa vitesse pour aider les autres.
Il convient également de noter que la façon dont Barry Allen semblait être « mort » dans Crisis on Infinite Earths, c'est qu'il a couru si vite qu'il a pu empêcher le canon à anti-matière de l'Anti-Monitor de tirer en attrapant le faisceau de tachyons au cœur de l'arme. Après cet acte, selon Secret Origins Annual n°2 (1988), il se transforme en éclair, remonte dans le temps, devenant l'éclair qui a frappé son laboratoire, éclaboussant son lui du passé de produits chimiques et le transformant en Flash.
Dans Deadman: Dead Again (2001), Barry est l'un des héros dont l'esprit Deadman aide à entrer au Paradis, et dans l’arc narratif de Green Arrow, « Carquois », il est dépeint étant au Paradis. Son esprit semble toujours vivant au sein de la Force Véloce, avec Max Mercury et d'autres speedsters.

### Héritage
Iris est enceinte et a deux enfants qui héritent des pouvoirs de la super-vitesse, les Tornado Twins, qui rencontrent plus tard la Légion des super-héros (Legion of Super-Heroes). Dans une autre version du Multivers connue comme la Terre-247, chacun de ses enfants a lui-même des enfants dotés de capacités basées sur la vitesse. L’un d’eux, Jenni Ognats, est devenue XS (en), tandis qu’un autre, Bart Allen, est né avec un métabolisme accéléré qui le fait vieillir rapidement. Il est renvoyé au XXe siècle où il est guéri par Wally West. Il y reste en tant que le super-héros Impulse sous la tutelle de Max Mercury, et devient plus tard le second Kid Flash en tant que membre des Teen Titans. Un an après les événements d’Infinite Crisis, Bart devient le quatrième Flash jusqu’à ce qu’il soit tué par son clone Inertia (Thaddeus Thawne) et les Lascars (en). Wally reprend alors l’identité du Flash. Bart sera plus tard ressuscité en tant que Kid Flash par la Légion des Super-Héros au 31e siècle pour combattre Superboy-Prime.

### Apparitions Post-Crisis
Wally West, ravagé par le chagrin de la perte de ses jumeaux à naître des mains de Zoom, regrette que le public connaisse son identité. Barry apparaît devant lui - déclarant qu'il est d'une période peu de temps avant sa mort – conseille son neveu, et convainc le Spectre d'exaucer son souhait : effacer toute connaissance publique de l'identité de Wally et Barry en tant que Flash. Barry disparaît alors en disant à son neveu qu'il viendra à son secours trois fois, lors des trois jours les plus difficiles de sa vie dont celui-ci est le premier.

#### Infinite Crisis
Dans le quatrième numéro d’Infinite Crisis (2006), Barry Allen sort de la Force Véloce, avec Johnny Quick et Max Mercury, pour aider son petit-fils Bart à faire face à Superboy-Prime, emmenant le jeune vilain avec lui dans la Force Véloce. Bart Allen apparaît en portant le costume de Barry Allen à Tokyo près de la fin d’Infinite Crisis n°5 pour prévenir les héros que Superboy-Prime s’est échappé. Il réapparaît dans Infinite Crisis n°7 toujours dans le costume de Barry Allen pour combattre Superboy-Prime une fois de plus.

### Le Retour de Flash
Vingt-trois ans après sa mort dans Crisis on Infinite Earths, l’essence de Barry Allen a fait un retour dans l'univers DC actuel lors du DC Universe n°0 (2008), précédant son retour définitif dans les pages de Final Crisis, de l’écrivain Grant Morrison.
DC Universe n°0 met en scène un narrateur anonyme qui s'associe initialement à « tout ». Au fur et à mesure que l'histoire progresse, il commence à se souvenir de son passé et de son association avec les membres de la Justice League, en particulier Hal Jordan et Superman. Le lettrage employé pour raconter le récit évolue en même temps que l’évolution des souvenirs du narrateur. Passant du jaune sur noir à du rouge et au symbole de l’éclair. Ce n’est qu’à la fin que le titre du récit est dévoilé : « Let There Be Lightning ».
Une histoire publiée par le Daily News le même jour proclame que Barry Allen est revenu à la vie, avec une déclaration de Geoff Johns, co-auteur du numéro : « Quand le plus grand mal revient dans l'univers DC, le plus grand héros devait revenir. »

#### Final Crisis
Barry fait son retour corporel dans Final Crisis n°2 (2008). À l'avant-dernière page, Jay Garrick et Wally West ressentent des vibrations. Jay remarque « Wally, tu ne reconnais pas ces vibrations? … C’est impossible... Pas après toutes ces années... Pas après tout ce temps. » A la dernière page, Barry Allen peut être vu fuyant devant le Black Racer et crier à Jay et Wally « Courez ! ».

#### Flash: Renaissance
En 2009, le scénariste Geoff Johns et l’artiste Ethan Van Sciver créent Flash: Renaissance (The Flash: Rebirth), une mini-série de 6 numéros ramenant Barry Allen dans un rôle de premier plan dans l’Univers DC en tant que Flash, un peu dans la même veine que la série Green Lantern: Rebirth.
La série commence avec les villes de Central et Keystone célébrant le retour du « Flash de Central City », Wonder Woman ayant utilisé ses contacts gouvernementaux pour créer l'histoire selon laquelle Barry était sous la protection des témoins pour expliquer sa résurrection. Évitant les parades, fêtes, et autres célébrations pour son retour, Barry se demande plutôt pourquoi il est à nouveau en vie. Il est ensuite révélé que la mère de Flash a été assassinée alors qu'il était enfant et que son père a été arrêté pour le crime (ce qui est nettement contraire aux précédentes histoires de Flash, dans lesquelles ses deux parents semblent vivants). Flash décrit cela comme « la seule affaire en cours que j'ai laissé derrière moi ». Avant qu’il puisse y réfléchir plus en profondeur, Savitar échappe à la Force Véloce grâce à Flash. Lorsque Flash parvient à mettre sa main sur l'épaule de Savitar, l’homme hurle de douleur et s'effondre en poussière, mais il a le temps de dire à Flash : « ...Tu étais le début, Allen... et tu es la fin. »

### The FlashVolume 3
Le récit de la nouvelle série Flash démarre à la fin de Blackest Night et au début de Brightest Day (2010). Après les évènements de Flash: Renaissance, Barry Allen retrouve sa vie à Central City. Il reprend son travail au laboratoire du département de la Police de Central City et retourne dans la rue en tant que Flash. Tout en se réajustant à sa vie, le Flash va devoir faire face à de nouvelles épreuves...
Dans un arc narratif de Green Lantern, Barry devient l’hôte de l'incarnation de la peur, Parallax, après avoir rejoint la quête de Hal Jordan pour localiser toutes les entités qui représentent chacune des aspects du pouvoir du spectre émotionnel. Barry était sensible aux attaques de l’entité en raison de sa peur pour la sécurité de Jordan. Barry est finalement libéré après que l'incarnation de la compassion, Proselyte, l'aide à se souvenir de sa capacité de bienveillance face à sa peur.
DC a également annoncé via le Flashpoint Friday Blog que le Flash n°12 serait le dernier de la série bien qu’un treizième numéro avait été annoncé à l’origine pour une vente le 25 mai 2011.

#### Flashpoint
Au début de l’histoire, Barry Allen se réveille dans son bureau et découvre que sa mère est vivante, qu’il n’y aucune trace de Superman, que Wonder Woman et Aquaman mènent leurs nations dans une guerre, que sa femme Iris West est célibataire, et lui-même n’a aucun pouvoir. Barry, cherchant l’aide de Batman, se rend à Gotham City et trouve un Manoir Wayne délabré. Il explore ce qui s'avère être une petite Batcave jusqu'à ce qu'il soit attaqué par Batman. Barry essaye d’expliquer qui il est en disant qu’il sait que Batman est Bruce Wayne, seulement pour découvrir que dans cette réalité, Batman est Thomas Wayne. En cherchant à expliquer sa situation à Wayne, Barry voit ses propres souvenirs changer et il se rend compte que le monde de Flashpoint n’est pas une dimension alternative mais son propre monde. Avec l’aide de Batman, Barry va tenter de récupérer ses pouvoirs. Après l’échec d’une première tentative qui le laisse gravement brûlé, la deuxième réussit et il commence son enquête en cherchant ce que sont devenus les différents héros de son époque, tout en pensant que la cause de ce changement est dû à Zoom...

### The New 52
DC Comics relance la série The Flash avec un numéro 1 en septembre 2011, avec une équipe artistique composée de Francis Manapul et Brian Buccellato dans le cadre de la relance des titres de l’éditeur : The New 52. Comme pour toutes les séries associées à cette relance, Barry Allen semble avoir environ cinq ans de moins que l'incarnation précédente du personnage. Il acquiert ses pouvoirs après avoir lancé une petite machine à la fenêtre de son laboratoire par frustration. Un éclair passe alors par le trou de la fenêtre et le frappe.
Dans le second numéro du nouveau titre de Justice League, Flash est appelé pour assister Green Lantern et Batman pour maîtriser un Superman hors de contrôle. Dans cette nouvelle continuité, le mariage de Barry avec Iris West n’a jamais eu lieu ; il est en couple avec sa collègue de longue date Patty Spivot. Dans cette nouvelle série, le Flash s'enfonce plus profondément dans la Force Véloce, améliorant ses capacités mentales tout en essayant de maîtriser pleinement ses pouvoirs, sur lesquels il n'exerce pas encore un contrôle total.
Comme révélé dans le numéro 0 de la série actuelle, le père de Barry Allen est en prison pour le meurtre de sa mère. Alors que les preuves semblent indiquer la culpabilité de son père, Barry cherche à prouver l’innocence de son père. C’est sa priorité.
Barry fait aussi partie de l’équipe présente dans la série Justice League, faisant ses débuts dans le second numéro de celle-ci. Après les évènements de Convergence, Barry a un nouveau costume dans le numéro 41. Il a une teinte plus foncée et comporte plus d’éclairs dessinés dessus.

### DC Rebirth
Durant DC Rebirth, Barry n’est plus le seul Flash. Il est révélé que Wally West a été perdu dans la Force Véloce pendant dix ans et que tout le monde l'a oublié. Il réalise pendant ce temps que Barry n'est pas le responsable du changement de la chronologie après la crise Flashpoint. Une entité inconnue a utilisé le voyage dans le temps de son oncle comme une occasion de modifier fondamentalement la réalité. Les retombées de la récente guerre contre Darkseid ont permis à Wally d'essayer de tendre la main à ses anciens amis dans l'espoir de revenir ou de les avertir de la vérité, mais chaque tentative le fait tomber davantage dans la Force Véloce. Juste avant qu’il disparaisse définitivement, il est sauvé par Barry qui se souvient enfin de lui.
Grâce à Wally, Barry est maintenant conscient que la chronologie ne s'est pas réinitialisée correctement après Flashpoint et qu’ils sont donc dans une autre chronologie alternative. Malgré cela, il ne peut toujours pas se souvenir de sa vie pré-Flashpoint et, bien que sachant l’implication d’une autre entité, il se sent toujours coupable pour ses erreurs.
Barry encourage Wally à retourner avec les Titans et lui conseille de porter un nouveau costume, un costume plus proche de celui de Flash que de Kid Flash. De son côté, Barry enquête avec Batman pour savoir contre qui ils ont à faire. Alors qu’Iris West redécouvre l’identité de Flash, elle apprend que sa vie entière a été radicalement modifiée et que Barry en est indirectement responsable du fait de ses actions de voyage dans le temps, Iris se méfie maintenant de Barry. Pour aggraver les choses, alors que Barry entre dans la Force Véloce Négative, il devient le Negative-Flash qui est plus mortel que l'original, et plus dangereux à contrôler.

## Ennemis
Le Flash a acquis une galerie colorée de méchants au fil du temps. Certains d’entre eux ont formé un groupe, prenant le nom de Lascars (« The Rogues » en anglais), dédaignant l'utilisation du terme « super-vilain » ou « super-criminel ». Ces criminels ont généralement des objectifs inhabituellement modestes pour leur niveau de pouvoir (vol ou autres délits mineurs), et chacun a adopté un thème spécifique dans son équipement et ses méthodes.

### Les Lascars
- Leonard "Len" Snart (Captain Cold) : le chef des Lascars
- Samuel Scudder (Le Maître des Miroirs, Mirror Master en anglais)
- Hartley Rathaway (Le Flûtiste, Pied Piper)
- Mark Mardon (Weather Wizard[note 3])
- James Montgomery Jesse (Trickster)
- George "Digger" Harkness  (Captain Boomerang)
- Abra Kadabra (en)
- Mick Rory (en) (Heat Wave)
- Lisa Snart (en) (Golden Glider) : sœur de Len Snart

### Autres
- Eobard Thawne (Zoom ou Reverse-Flash)
- Gorilla Grodd
- Savitar

## Publications françaises
Publications présentant des récits de Barry Allen :
- Flash la légende (contient : Showcase n°4, 8, 13, 14 + Flash n°105-116), vol. 1, Urban Comics, janvier 2016, 422 p. (ISBN 978-2-3657-7805-3)

À partir de 2015, les éditions Urban Comics propose la série Flash des New 52 :
- Francis Manapul (contient : Flash 4 n°1 à 8), Flash, vol. 1 : De l'avant, Urban Comics, mars 2015, 192 p. (ISBN 978-2-3657-7622-6)
- Francis Manapul (contient : Flash n°9-12 + n°0 + Annual n°1), Flash, vol. 2 : La Révolte des Lascars, Urban Comics, mai 2015, 176 p. (ISBN 978-2-3657-7657-8)
- Francis Manapul (contient : Flash n°13-19), Flash, vol. 3 : Guerre au Gorille, Urban Comics, août 2015, 168 p. (ISBN 978-2-3657-7772-8)
- Francis Manapul (contient : Flash n°20-25 + 23.1: Reverse Flash), Flash, vol. 4 : En Négatif, Urban Comics, juillet 2016, 176 p. (ISBN 978-2-3657-7889-3)
- Francis Manapul (contient : Flash n°26-29, Annual 2), Flash, vol. 5 : Leçon d'Histoire, Urban Comics, novembre 2016, 136 p. (ISBN 978-2-3657-7919-7)
- Robert Venditti (contient : Flash n°30-40 + Annual n°3 + Secret Origins n°7), Flash, vol. 6 : Dérapage, Urban Comics, mars 2017, 344 p. (ISBN 979-1-0268-1111-4)
- Robert Venditti (contient : Flash n°41-52, Sneak Peek Flash n°1), Flash, vol. 7 : Zoom, Urban Comics, août 2017, 352 p. (ISBN 979-1-0268-1152-7)

En 2017, l'éditeur continue avec la version de DC Rebirth :
- Joshua Williamson (contient : Flash Rebirth n°1 + n°1-8), Flash, vol. 1 : Coups de foudre, Urban Comics, septembre 2017, 216 p. (ISBN 979-1-0268-1217-3)
- Joshua Williamson (contient : Flash n°9-13), Flash, vol. 2 : La vitesse de l'ombre, Urban Comics, février 2018, 128 p. (ISBN 979-1-0268-1298-2)
- Joshua Williamson (contient : Flash n°14-20), Flash, vol. 3 : Le Retour des Lascars, Urban Comics, août 2018, 168 p. (ISBN 979-1-0268-1369-9)
- Joshua Williamson (contient : Flash n°23-32), Flash, vol. 4 : La peur au ventre, Urban Comics, janvier 2019, 248 p. (ISBN 979-1-0268-1370-5)
- Joshua Williamson (contient : Flash n°34-45 + Annual 1), Flash, vol. 5 : Devoir de mémoire, Urban Comics, avril 2019, 312 p. (ISBN 979-1-0268-1599-0)
- Joshua Williamson (contient : Flash n°46-51 + The Flash Annual n°1), Flash, vol. 6 : La Guerre des Flash, Urban Comics, juillet 2019, 168 p. (ISBN 979-1-0268-1595-2)
- Joshua Williamson (contient : Flash n°52-63), Flash, vol. 7 : En quête de force, Urban Comics, décembre 2019, 280 p. (ISBN 979-1-0268-1994-3)
- Joshua Williamson (contient : Flash n°64-66-69 + Annual 2), Flash, vol. 8 : Le Prix, Urban Comics, juin 2020, 232 p. (ISBN 979-1-0268-1759-8)
- Joshua Williamson (contient : Flash n°70-81), Flash, vol. 9 : Année Un, Urban Comics, août 2020, 320 p. (ISBN 979-1-0268-1634-8)
- Joshua Williamson (contient : Flash n°82-88 (+750-755)), Flash, vol. 10 : L’Ère de Flash, Urban Comics, mars 2021, 312 p. (ISBN 979-1-0268-1831-1)
- Joshua Williamson (contient : Flash n°756-762), Flash, vol. 11 : Ligne d'arrivée, Urban Comics, mai 2021, 176 p. (ISBN 979-1-0268-2719-1)

## Apparitions dans d'autres médias
Personnage très apprécié, Barry Allen est souvent le Flash repris dans les différentes adaptations vidéos.

### Cinéma

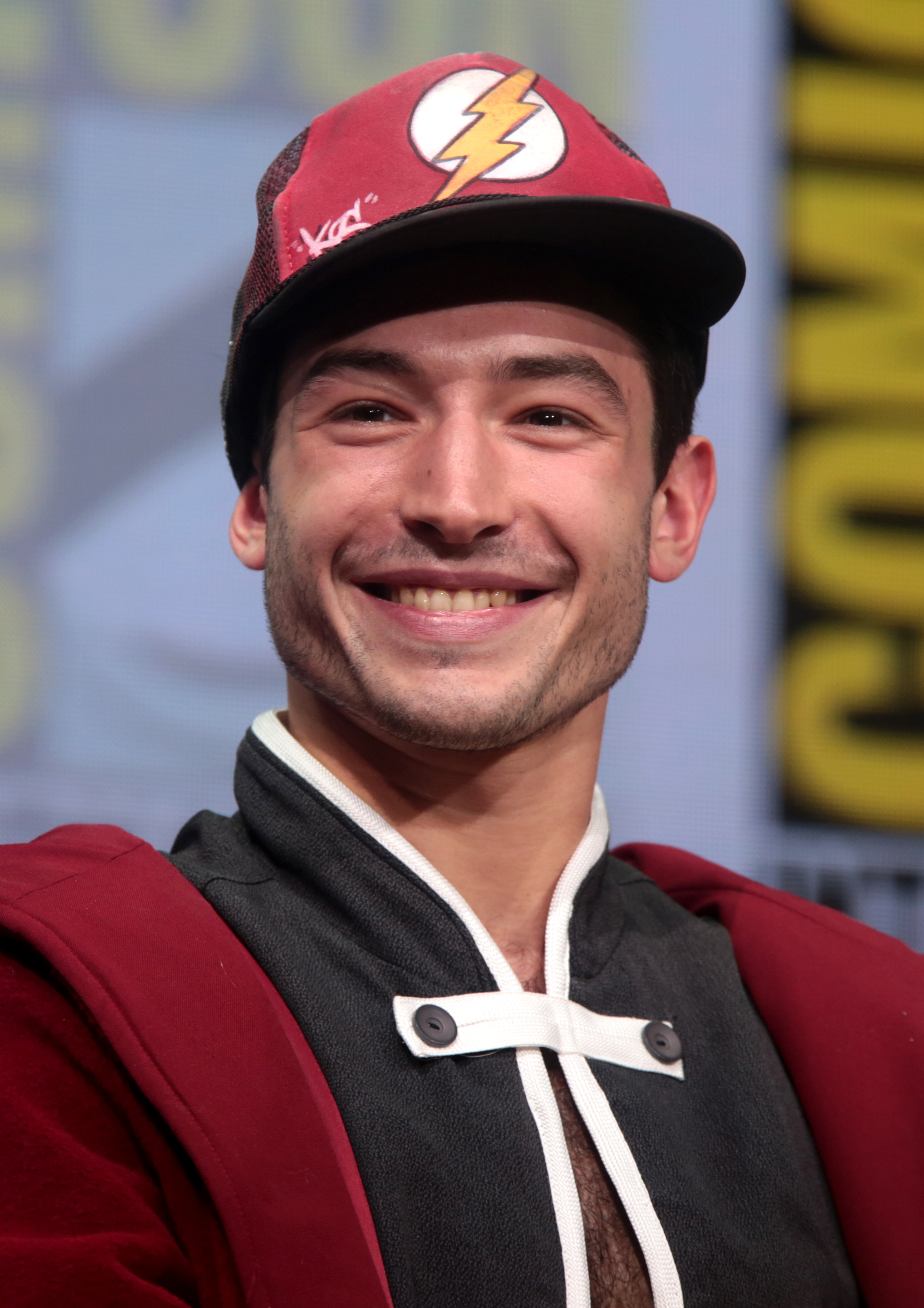
Ezra Miller interprète Barry Allen dans les œuvres de l'univers cinématographique DC entre 2016 et 2023.

En 2016, Barry Allen est introduit dans l'univers cinématographique DC via le film Batman v Superman : L'Aube de la justice de Zack Snyder. Interprété par Ezra Miller, le personnage apparait dans une scène onirique dans laquelle il prévient Batman de la menace que pourrait devenir Superman si Lois Lane venait à mourir.
De nouveau sous forme de caméo, il apparait la même année dans le film Suicide Squad de David Ayer, dans lequel son personnage appréhende Captain Boomerang. 
En 2017, le personnage tient un rôle majeur dans le film Justice League de Joss Whedon. Accompagné par Batman, Wonder Woman, Cyborg et Aquaman, le personnage est un des membres de la Justice League qui fait ses débuts dans le film. Le groupe doit empêcher Steppenwolf de récupérer les trois Mother Boxes lui permettant de semer l'apocalypse. En mai 2020, la mise en chantier par Zack Snyder d'une autre version du film est annoncée, ce dernier ayant dû quitter le film pour des raisons personnelles. Intitulé Zack Snyder's Justice League et ayant une durée de quatre heures, le film sort le 18 mars 2021 sur HBO Max.
En juin 2023, le personnage a droit à son propre film sobrement intitulé The Flash. Réalisé par Andrés Muschietti, le film traite notamment du multivers.

### Séries télévisées

#### La série des années 1990
Barry Allen est le héros de sa propre série télévisée, intitulée Flash, entre 1990 et 1991. Il y est interprété par John Wesley Shipp. Par la suite, il reprend ce rôle dans les séries Flash, Supergirl et Arrow.

#### Arrowverse

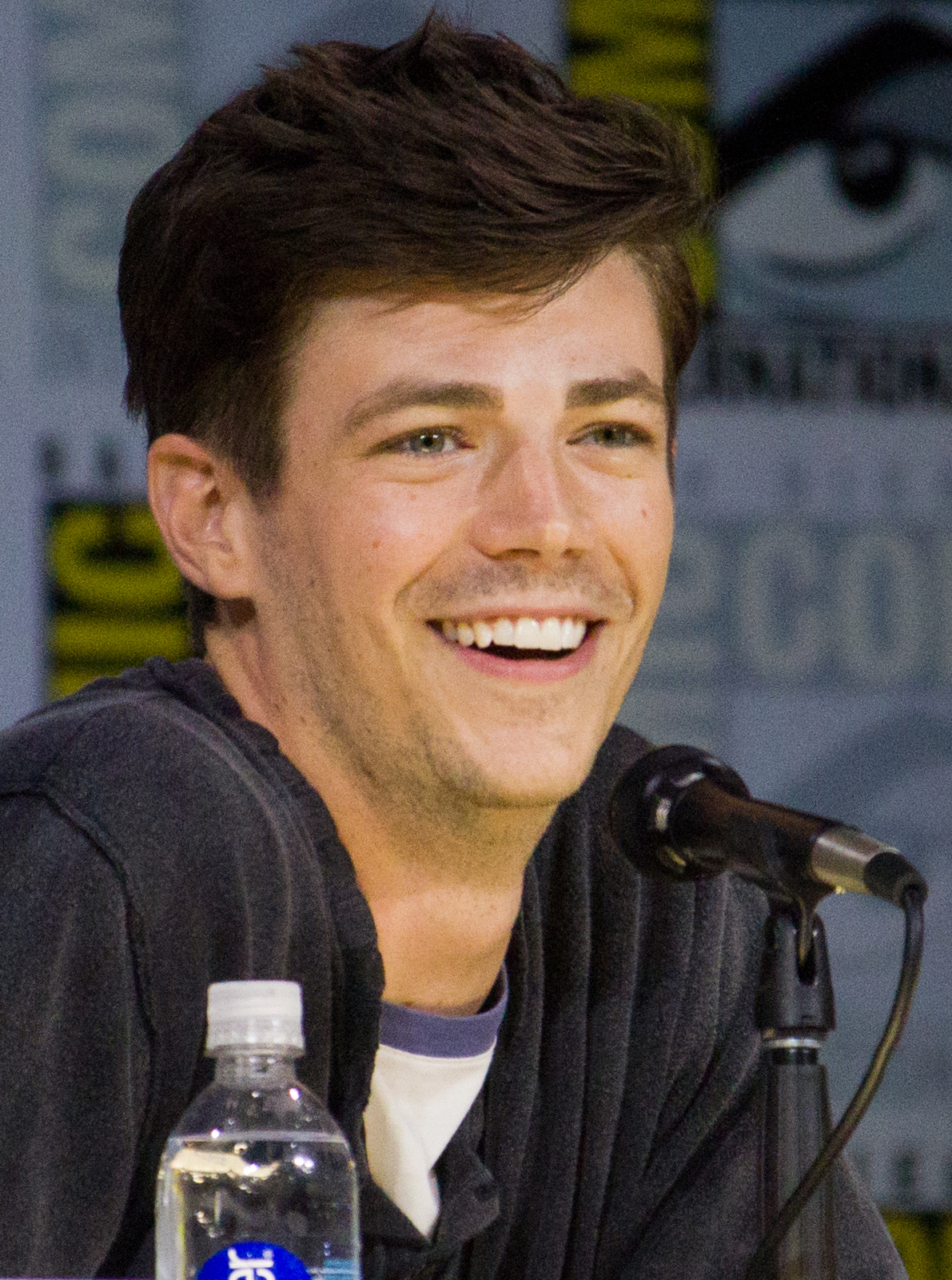
Grant Gustin alias Barry Allen dans le Arrowerse.

Grant Gustin interprète Barry Allen dans la plupart des séries télévisées DC Comics de la chaîne The CW. Il apparaît d'abord dans les épisodes 8 et 9 de la saison 2 d'Arrow, avant d'obtenir sa propre série. Dès lors, on le voit régulièrement apparaître dans Arrow, mais aussi dans Legends of Tomorrow et Supergirl. Il apparaît également dans Batwoman et Titans. 
En 2020,  Ezra Miller reprend son rôle dans l'épisode crossover Crisis on Infinite Earths.

#### Autres apparitions
En 2022, Ezra Miller apparait avec Jason Momoa, l'interprète d'Aquaman, dans le dernier épisode de la série Peacemaker, qui se déroule dans l'univers cinématographique DC.

### Animation

#### Films
Le personnage apparait en 2008 dans le film La Ligue des justiciers : Nouvelle Frontière, d'après le comics de Darwyn Cooke. Il est interprété par Neil Patrick Harris.
Le personnage apparait en 2012 dans le film La Ligue des justiciers : Échec. Dans le comics JLA: Tower of Babel (en) qui est ici adapté, c'est Wally West qui porte le costume de Flash. Par ailleurs, son interprète Michael Rosenbaum prête sa voix à ce dernier dans la série La Ligue des justiciers.
De 2013 à 2020, le personnage apparait dans plusieurs films du DC Animated Movie Universe. Il est présent dès le premier film, La Ligue des justiciers : Le Paradoxe Flashpoint, adaptation du comics Flashpoint de Geoff Johns dans lequel il est interprété par Justin Chambers.
Par la suite, Christopher Gorham prend la relève, le personnage apparaissant dans les films La Ligue des justiciers : Guerre en 2014, La Ligue des justiciers : Le Trône de l'Atlantide en 2015, La Ligue des justiciers vs. les Teen Titans en 2016 et La Mort de Superman en 2018, Le Règne des Supermen en 2019 et Justice League Dark: Apokolips War en 2020,,,,,.
En 2021, Yuri Lowenthal interprète le personnage dans film Injustice, d'après le jeu vidéo Injustice : Les dieux sont parmi nous sorti en 2013.
La même année, une autre version du personnage est au centre du film Justice Society: World War II, nouveau volet du Tomorrowverse, dans lequel il est interprété par Matt Bomer. Ce dernier reprend le personnage en 2023 dans le film Legion of Super-Heroes.

### Jeux vidéo
En 2008, Barry Allen est un des personnages jouables du jeu de combat Mortal Kombat vs. DC Universe, dans lequel il est interprété par Taliesin Jaffe,. 
En 2011, il apparait dans le MMO DC Universe Online.En 2012, le personnage apparait dans le jeu Lego Batman 2: DC Super Heroes[réf. nécessaire]
En 2013, Barry Allen est un des personnages jouables du jeu de combat Injustice : Les dieux sont parmi nous, qui met en scène plusieurs personnages de DC Comics dans un univers alternatif dans lequel Superman a créé un régime dictatorial. Il est interprété par Neal McDonough. Le personnage est de nouveau présent dans la suite sortie en 2017, cette fois-ci interprété par Taliesin Jaffe.

### Musique
Le groupe Jim's Big Ego (en) sort la chanson Ballad of Barry Allen sur leur album They're Everywhere (2003). La chanson dépeint Barry comme un personnage tragique, dont la perception du monde est tellement accélérée que toute la réalité semble se dérouler à un rythme d'escargot, le faisant progressivement glisser dans la dépression. Le leader du groupe, Jim Infantino, est le neveu du cocréateur de Flash (Barry Allen), Carmine Infantino, qui a fourni la pochette du même album.